# آنيكي
آنيكي هي بلدة في مقاطعة كسبي في ولاية قشقداريا في أوزبكستان.